# Абдрашитов, Рамзес Талгатович
Рамзе́с Талга́тович Абдраши́тов (род. 5 сентября 1940, Москва, СССР) — советский российский учёный в области автоматизации производства, доктор технических наук (1981), профессор (1982), ректор Оренбургского политехнического института (1983—1987), заведующий кафедрой автоматики и автоматизированных производств (с 1987), Заслуженный деятель науки Российской Федерации (1998).

## Биография
Родился в семье служащего 5 сентября 1940 года в Москве.
После Великой Отечественной войны его семья переехала в Новосергиевский район Оренбургской области.
В 1957 году поступил на факультет механизации сельского хозяйства Оренбургского сельскохозяйственного института. Окончив институт в 1962 году был направлен на работу заведующим ремонтными мастерскими в Казахстан.
В 1963 году вернулся в Оренбург, где начал работать преподавателем на кафедре ремонта машин и эксплуатации транспортного парка Оренбургского сельскохозяйственного института. В 1964 году год поступил в аспирантуру Челябинского института механизации и электрификации сельского хозяйства.
В 1968 году защитил кандидатскую диссертацию. После этого продолжал преподавательскую и научную деятельность на кафедре физики и электротехники Оренбургского сельскохозяйственного института.
В 1981 году успешно защитил докторскую диссертацию на тему «Автоматизация технологических процессов и производств». В 1982 году избран профессором. Принимал активное участие в выполнении государственных программ в области автоматизации технологических процессов и производств.
В 1983 году назначен на должность ректора Оренбургского государственного политехнического института, проработал на этом посту до 1987 года.
Руководил разработкой и внедрением в жизнь своего института «Целевая программа развития научно-педагогических кадров и подготовки резерва», в результате чего повысилась трудовая и исполнительская дисциплина сотрудников, стал соблюдаться график повышения квалификации профессорско-преподавательского состава, более тщательно подбирались кадры.
В 1987 году назначен заведующим кафедрой автоматики и автоматизированных производств Оренбургского политехнического института, которую возглавлял до 1997 года. С 1997 по 1999 годы возглавлял Институт инноватики при Оренбургском государственном университете, руководил кафедрой «Управление инновационными проектами». Также был директором инженерного центра «Оренбург-инжиниринг» при университете.
Действительный член Международной академии информатизации, член Международной академии информатизации, член-корреспондент Академии технологических наук Российской Федерации. Написал более 120 научных работ по системному анализу и прикладным задачам искусственного интеллекта, методике аналитического конструирования систем управления. Имеет 18 авторских свидетельств и патентов на изобретения. Среди его учеников двое стали докторами и 12 кандидатами наук.